# Змейово
Зме́йово (болг. Змейово) — село в Старозагорській області Болгарії. Входить до складу общини Стара Загора.

## Населення
За даними перепису населення 2011 року у селі проживали 569 осіб.
Національний склад населення села:
| Національність   | Кількість осіб | Відсоток |
| ---------------- | -------------- | -------- |
| болгари          | 321            | 82,1%    |
| цигани           | 66             | 16,9%    |
| Всього відповіли | 391            |          |

Розподіл населення за віком у 2011 році:
Динаміка населення: